# Episodi di Così fan tutte (prima stagione)
La prima stagione della serie televisiva Così fan tutte è stata trasmessa in prima visione dal 7 settembre 2009 su Italia 1.
| nº | Titolo      | Prima TV Italia   | Telespettatori | Share  |
| -- | ----------- | ----------------- | -------------- | ------ |
| 1  | Episodio 1  | 7 settembre 2009  | 1.582.000      | 07.91% |
| 2  | Episodio 2  | 8 settembre 2009  | 1.216.000      | 06.15% |
| 3  | Episodio 3  | 9 settembre 2009  | 1.265.000      | 06.24% |
| 4  | Episodio 4  | 10 settembre 2009 | 1.509.000      | 07.42% |
| 5  | Episodio 5  | 18 settembre 2009 | 935.000        | 12.67% |
| 6  | Episodio 6  | 26 settembre 2009 | 1.132.000      | 16.82% |
| 7  | Episodio 7  | 2 ottobre 2009    | 1.175.000      | 18.34% |
| 8  | Episodio 8  | 9 ottobre 2009    | —              | —      |
| 9  | Episodio 9  | 16 ottobre 2009   | 1.131.000      | 19.01% |
| 10 | Episodio 10 | 23 ottobre 2009   | 1.294.000      | 19.49% |
| 11 | Episodio 11 | 30 ottobre 2009   | 937.000        | 15.55% |
| 12 | Episodio 12 | 6 novembre 2009   | 1.076.000      | 17.24% |
| 13 | Episodio 13 |                   |                |        |
| 14 | Episodio 14 |                   |                |        |
| 15 | Episodio 15 |                   |                |        |
| 16 | Episodio 16 |                   |                |        |
| 17 | Episodio 17 |                   |                |        |
| 18 | Episodio 18 |                   |                |        |

- Guest star: Claudia Gerini, Irene Pivetti, Elisabetta Canalis, Natasha Stefanenko, Katia Ricciarelli, Rossella Brescia, Lucilla Agosti, Cristina Parodi, Maria Grazia Cucinotta, Jessica Polsky, Alena Šeredová, Martina Colombari, Eleonora Pedron, Roberta Capua, Morena Salvino, Giorgia Palmas e Belén Rodríguez.